# Matang Rawa
Matang Rawa is een bestuurslaag in het regentschap Aceh Utara van de provincie Atjeh, Indonesië. Matang Rawa telt 358 inwoners (volkstelling 2010).